# Estación Laguna Quiñenco
Laguna Quiñenco es una estación de la Línea 2 del Biotrén, en el subramal Concepción-Curanilahue, región del Bío-Bío, Chile. Se ubica en la comuna de Coronel, en el sector Villa Mora, frente a la calle Yobilo. Fue inaugurada el 15 de febrero de 2016.

## Tiempos de recorrido
En la actualidad, los tiempos de recorrido desde esta estación a:
- Estación Intermodal Concepción: 40 Minutos
- Estación Intermodal El Arenal: 71 Minutos (incluyendo combinación L2|L1)
- Estación Intermodal Chiguayante: 58 Minutos (incluyendo combinación L2|L1)
- Estación Intermodal Coronel: 2 Minutos
- Estación Terminal Hualqui: 75 Minutos (incluyendo combinación L2|L1)
- Estación Terminal Mercado: 73 Minutos (incluyendo combinación L2|L1)
- Estación Lomas Coloradas: 20 Minutos